# Virginie Razzano
Virginie Razzano (* 12. Mai 1983 in Dijon) ist eine ehemalige französische Tennisspielerin.

## Karriere
Razzano begann im Alter von sieben Jahren mit dem Tennissport. Ihr Lieblingsbelag ist der Hartplatz (green set).
Auf der WTA Tour gewann sie bislang zwei Einzeltitel, beide im Jahr 2007. Seit 2001 spielt sie, für die französische Fed-Cup-Mannschaft, ihre Fed-Cup-Bilanz weist 16 Siege bei neun Niederlagen aus (Einzel 10:5).
Am 30. September 2007 sicherte sie sich ihren ersten Einzeltitel bei den Guangzhou International Women’s Open mit einem Finalsieg über Tzipora Obziler. Am 6. Oktober feierte sie dann bei den Japan Open Tennis Championships einen Endspielsieg über Venus Williams. Ihren einzigen Doppeltitel gewann sie bereits im Februar 2001 bei den Open Gaz de France an der Seite von Iva Majoli aus Kroatien gegen Kimberly Po und Nathalie Tauziat.
2008 stand sie an der Seite von Dominika Cibulková im Viertelfinale der US Open – es war ihr bestes Abschneiden bei einem Grand-Slam-Turnier.
Am 29. Mai 2012 besiegte Razzano als Nummer 111 der Weltrangliste in Runde eins der French Open die an Position 5 gesetzte Serena Williams, die zuvor die Sandplatzturniere in Charleston und Madrid gewonnen hatte und auf Sand seit 17 Begegnungen ungeschlagen war. Razzano gewann die Partie mit ihrem achten Matchball, nachdem Williams im Tiebreak des zweiten Satzes bereits mit 5:1 geführt hatte, also nur noch zwei Punkte vom Sieg entfernt war, nach über drei Stunden Spielzeit mit 4:6, 7:65, 6:3. In der zweiten Runde unterlag sie dann Arantxa Rus in zwei Sätzen.
Seit den French Open im Jahr 2014 kassierte sie bei großen Turnieren Erstrundenniederlagen. 2015 scheiterte sie bei den Australian Open und den US Open bereits in der Qualifikation.
Am Ende der Saison 2018 beendete sie ihre Karriere.

## Turniersiege

### Einzel
| Nr. | Datum              | Turnier        | Kategorie    | Belag     | Finalgegnerin   | Ergebnis       |
| --- | ------------------ | -------------- | ------------ | --------- | --------------- | -------------- |
| 1.  | November 1999      | Deauville      | ITF $10.000  | Sand      | Olivia Sanchez  | 6:4, 7:5       |
| 2.  | Dezember 2000      | Cergy-Pontoise | ITF $75.000  | Hartplatz | Iva Majoli      | 3:6, 6:4, 6:3  |
| 3.  | August 2002        | Lexington      | ITF $50.000  | Hartplatz | Samantha Reeves | 7:65, 7:65     |
| 4.  | September 2004     | Bordeaux       | ITF $75.000  | Sand      | Émilie Loit     | 7:5, 2:6, 6:2  |
| 5.  | 30. September 2007 | Guangzhou      | WTA Tier III | Hartplatz | Tzipora Obziler | 6:0, 6:3       |
| 6.  | 7. Oktober 2007    | Tokio          | WTA Tier III | Hartplatz | Venus Williams  | 4:6, 7:67, 6:4 |
| 7.  | 10. März 2013      | Amiens         | ITF $10.000  | Sand      | Alix Collombon  | 6:1, 6:0       |

### Doppel
| Nr. | Datum            | Turnier        | Kategorie    | Belag             | Partnerin        | Finalgegnerinnen                             | Ergebnis      |
| --- | ---------------- | -------------- | ------------ | ----------------- | ---------------- | -------------------------------------------- | ------------- |
| 1.  | September 2000   | Bordeaux       | ITF $75.000  | Sand              | Melanie Schnell  | Lourdes Domínguez Lino María Sánchez Lorenzo | 2:6, 7:5, 6:3 |
| 2.  | Dezember 2000    | Cergy-Pontoise | ITF $75.000  | Hartplatz (Halle) | Justine Henin    | Maja Matevžič Caroline Schneider             | 6:2, 6:4      |
| 3.  | 10. Februar 2001 | Paris          | WTA Tier II  | Teppich (Halle)   | Iva Majoli       | Kimberly Po Nathalie Tauziat                 | 6:3, 7:5      |
| 4.  | Mai 2004         | Catania        | ITF $25.000  | Sand              | Stéphanie Foretz | Marija Korytzewa Nadseja Astrouskaja         | 6:2, 6:1      |
| 5.  | Oktober 2011     | Poitiers       | ITF $100.000 | Hartplatz         | Alizé Cornet     | Marija Kondratjewa Sophie Lefèvre            | 6:3, 6:2      |
| 6.  | 19. Mai 2012     | Prag           | ITF $100.000 | Sand              | Alizé Cornet     | Oqgul Omonmurodova Casey Dellacqua           | 6:2, 6:3      |

## Abschneiden bei Grand-Slam-Turnieren

### Einzel
| Turnier         | 1999 | 2000 | 2001 | 2002 | 2003 | 2004 | 2005 | 2006 | 2007 | 2008 | 2009 | 2010 | 2011 | 2012 | 2013 | 2014 | 2015 | 2016 | 2017 | Karriere |
| --------------- | ---- | ---- | ---- | ---- | ---- | ---- | ---- | ---- | ---- | ---- | ---- | ---- | ---- | ---- | ---- | ---- | ---- | ---- | ---- | -------- |
| Australian Open | —    | 1    | 3    | 1    | 2    | —    | 1    | 3    | 2    | 3    | 3    | 1    | 2    | 1    | Q1   | 2    | Q2   | Q3   | Q3   | 3        |
| French Open     | 1    | 3    | 3    | 2    | 1    | 2    | 3    | 1    | 1    | 1    | AF   | 1    | 1    | 2    | 3    | 1    | 2    | 2    | Q3   | AF       |
| Wimbledon       | —    | —    | 1    | 2    | 2    | 3    | 2    | 1    | 1    | 1    | AF   | —    | 2    | 1    | 1    | 1    | —    | Q2   | —    | AF       |
| US Open         | —    | —    | 2    | 2    | 2    | 1    | 2    | AF   | 2    | 1    | 1    | 3    | 1    | 1    | 1    | 1    | Q1   | 1    | —    | AF       |

Zeichenerklärung: S = Turniersieg; F, HF, VF, AF = Einzug ins Finale / Halbfinale / Viertelfinale / Achtelfinale; 1, 2, 3 = Ausscheiden in der 1. / 2. / 3. Hauptrunde; Q1, Q2, Q3 = Ausscheiden in der 1. / 2. / 3. Runde der Qualifikation; n. a. = nicht ausgetragen

### Doppel
| Turnier         | 1999 | 2000 | 2001 | 2002 | 2003 | 2004 | 2005 | 2006 | 2007 | 2008 | 2009 | 2010 | 2011 | 2012 | 2013 | 2014 | 2015 | 2016 | 2017 | 2018 | Karriere |
| --------------- | ---- | ---- | ---- | ---- | ---- | ---- | ---- | ---- | ---- | ---- | ---- | ---- | ---- | ---- | ---- | ---- | ---- | ---- | ---- | ---- | -------- |
| Australian Open | —    | —    | 1    | 2    | —    | —    | —    | 1    | —    | 1    | 1    | 2    | —    | 2    | —    | —    | —    | —    | —    | —    | 2        |
| French Open     | 1    | 2    | 1    | 1    | 1    | 1    | 1    | 1    | 1    | 1    | 1    | 1    | 1    | 1    | 1    | 1    | 1    | 1    | 1    | 1    | 2        |
| Wimbledon       | —    | —    | 2    | —    | —    | —    | 2    | 1    | 1    | 1    | 1    | —    | —    | 1    | —    | —    | —    | —    | —    | —    | 2        |
| US Open         | —    | —    | 1    | —    | —    | —    | 2    | —    | 1    | VF   | 2    | —    | 1    | —    | —    | —    | —    | —    | —    | —    | VF       |

### Mixed
| Turnier         | 2003 | 2004 | 2005 | 2006 | 2007 | 2008 | 2009 | 2010 | 2011 | 2012 | 2013 | 2014 | 2015 | 2016 | 2017 | Karriere |
| --------------- | ---- | ---- | ---- | ---- | ---- | ---- | ---- | ---- | ---- | ---- | ---- | ---- | ---- | ---- | ---- | -------- |
| Australian Open | —    | —    | —    | —    | —    | AF   | —    | —    | —    | —    | —    | —    | —    | —    | —    | AF       |
| French Open     | 1    | —    | —    | 1    | —    | VF   | 1    | 1    | AF   | AF   | —    | —    | —    | 1    | 1    | VF       |
| Wimbledon       | —    | —    | —    | —    | —    | 1    | —    | —    | —    | —    | —    | —    | —    | —    | —    | 1        |
| US Open         | —    | —    | —    | —    | —    | AF   | —    | —    | —    | —    | —    | —    | —    | —    | —    | AF       |